# Uncle Jed

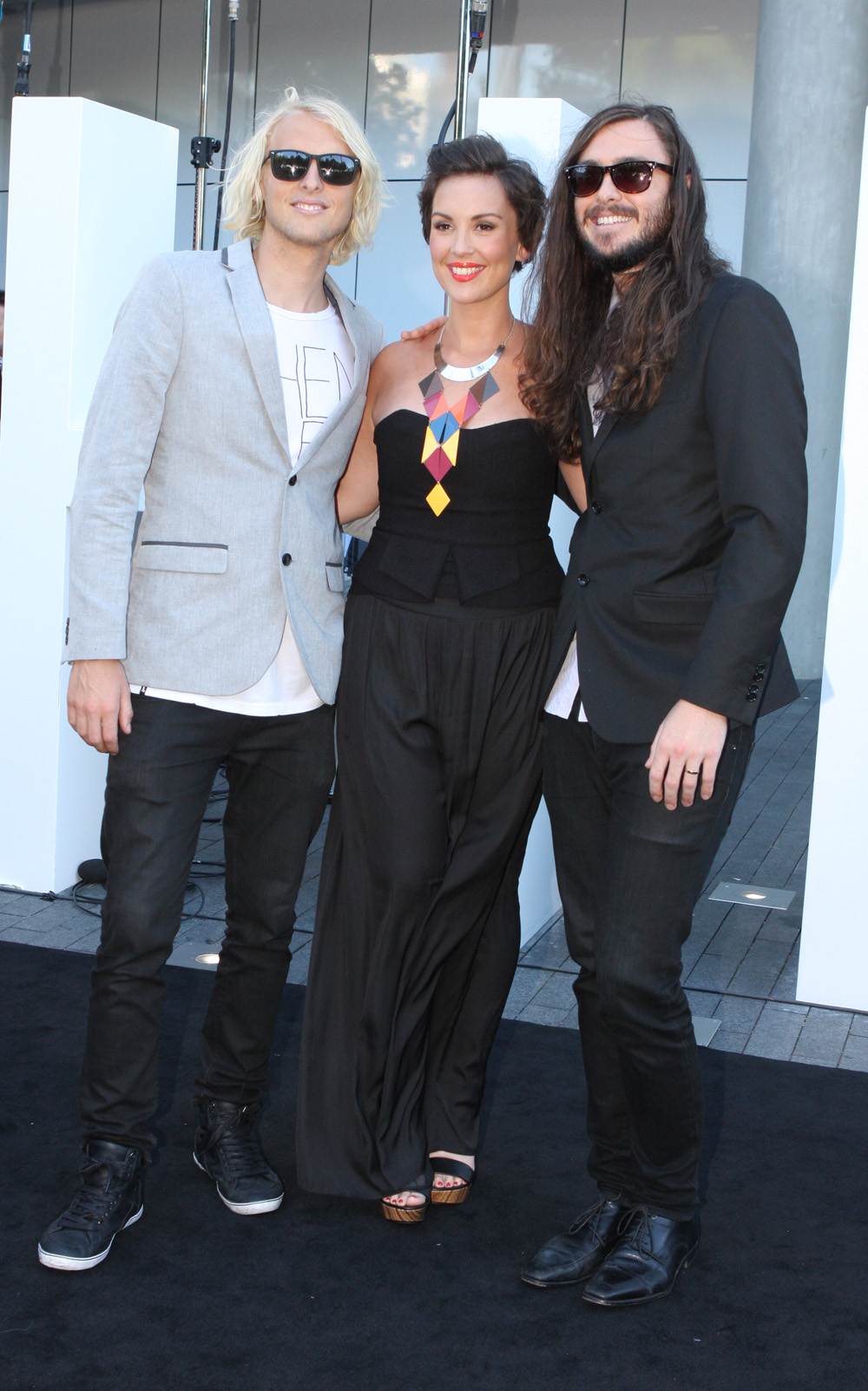
Uncle Jed (2013)

Uncle Jed ist eine australische Band aus Sydney, die 2013 als Gewinner der siebten Staffel von Australia's Got Talent bekannt geworden sind.

## Bandgeschichte
Die Band Uncle Jed besteht aus der Sängerin Laura Stitt, die auch Backgroundsängerin bei Jessica Mauboy ist, und ihren beiden Cousins Danny und Shannon Stitt. Bis 2005 lebten die beiden Brüder in Coffs Harbour und zogen dann nach Sydney, um mit ihrer Cousine gemeinsam Musik zu machen. Benannt ist die Band nach ihrem Onkel Jed, der Lauras Vater ist. 2010 veröffentlichten sie ihr erstes Album mit dem Titel Uncle Jed. 
Zwischenzeitlich gehörten bis zu sieben Mitglieder der Band an. 2013 bewarben sie sich aber als Trio bei der Castingshow Australia's Got Talent. Mit ihrem ersten Auftritt mit dem Lied Brother von Matt Corby wurden sie zu Favoriten auf den Sieg und mit Give Me Love von Ed Sheeran im Halbfinale und Just Give Me a Reason von Pink im Finale gewannen sie auch den Wettbewerb und das Preisgeld von 250 000 AUD.

## Mitglieder
- Laura Stitt, Sängerin
- Danny Stitt, Bassist
- Shannon Stitt, Keyboarder

## Diskografie
Alben
- Uncle Jed (2010)

Lieder
- Give Me Love (2013)
- Just Give Me a Reason (2013)
- Brother (2013)